# نيت وود
نيت وود (بالإنجليزية: Nate Wood)‏ هو طبال أمريكي، ولد في 3 أكتوبر 1979.

## وصلات خارجية
- الموقع الرسمي
- نيت وود على موقع IMDb (الإنجليزية)
- نيت وود على موقع ميوزك برينز (الإنجليزية)
- نيت وود على موقع أول ميوزيك (الإنجليزية)
- نيت وود على موقع ديسكوغز (الإنجليزية)
- نيت وود على موقع قاعدة بيانات الفيلم (الإنجليزية)